# United Express
United Express — торговая марка (бренд) магистральной авиакомпании Соединённых Штатов Америки United Airlines, под которым в настоящее время[когда?] работают семь региональных авиакомпаний США. Главная задача организации пассажирских перевозок под данным брендом состоит в обеспечении пассажирского трафика из небольших населённых пунктов страны в крупные транзитные узлы United Airlines.

## История

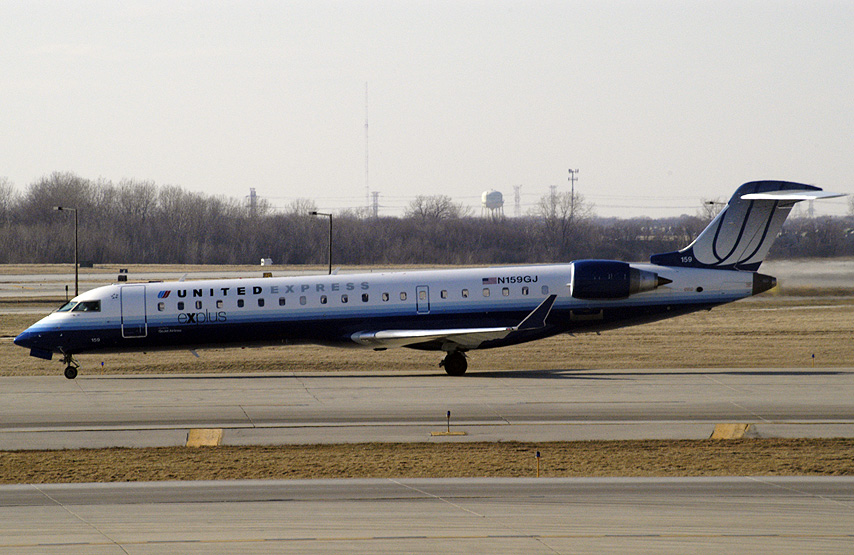
CRJ-700 авиакомпании GoJet Airlines в ливрее United Express

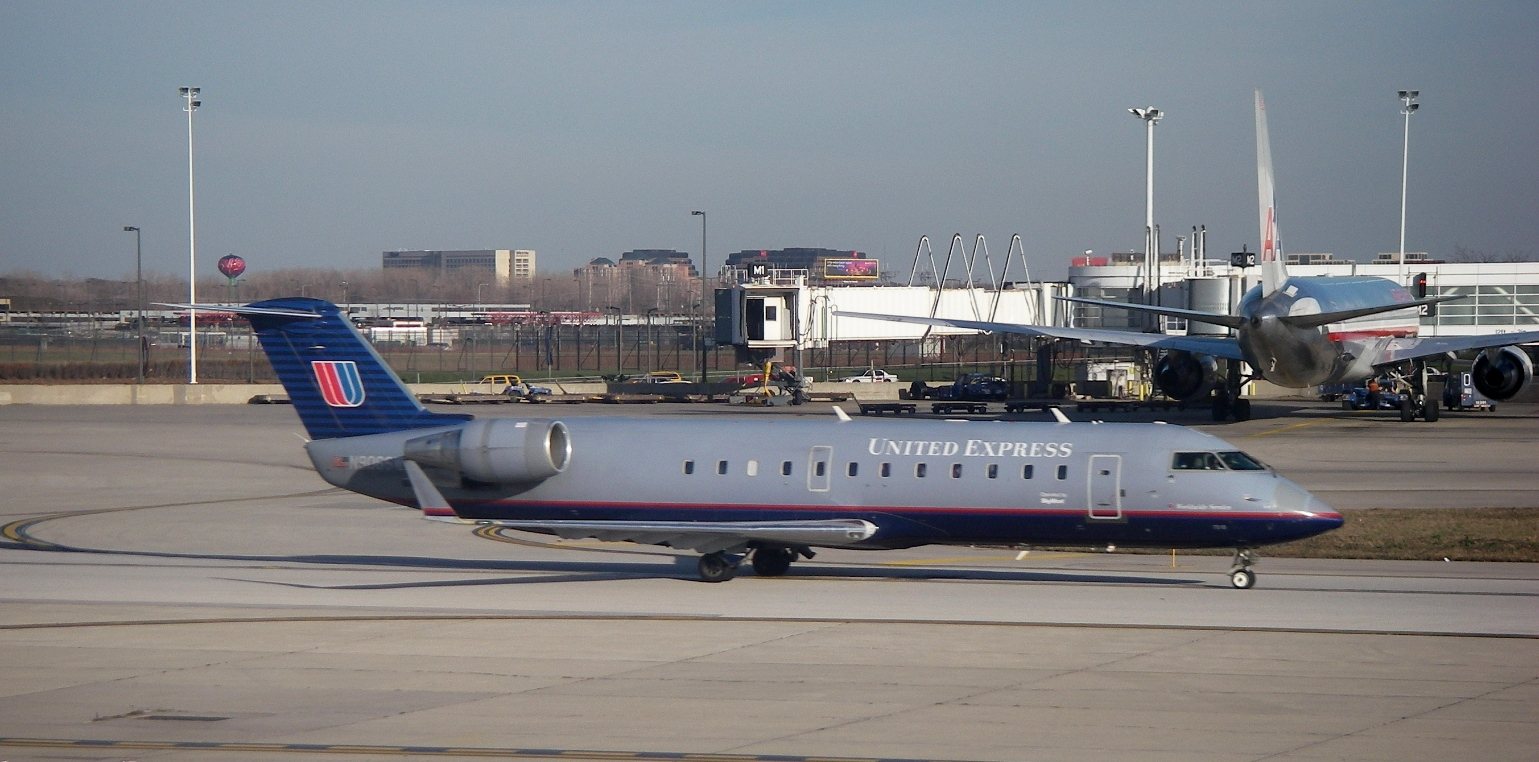
CRJ200 United Express

Крупные магистральные авиакомпании Соединённых Штатов уже долго поддерживают партнёрские отношения с региональными авиакомпаниями для обеспечения наполняемости пассажирских потоков в больших транзитных узловых аэропортах из более мелких аэропортов местного значения. Принятый «Закон о дерегулировании авиакомпаний» стимулировал развитие отрасли коммерческих авиаперевозок как по вертикали и горизонтали, так и в части создания целого ряда больших хабов, заключения партнёрских соглашений между крупными и небольшими авиаперевозчиками, использования совместных торговых марок (брендов) между ними, создания целого ряда код-шеринговых контрактов с общей нумерацией пассажирских рейсов, а также использования общих модулей в системах бронирования мест на рейсы авиакомпаний.
К середине 1980-х годов региональными партнёрами United Airlines были авиакомпании Air Wisconsin, Aspen Airways и WestAir, использовавшими в качестве хабов Международный аэропорт О'Хара в Чикаго, Международный аэропорт Стэплтон в Денвере и Международный аэропорт Сан-Франциско. В 1991 году произошло слияние авиакомпаний Air Wisconsin и Aspen Airways.
В 1988 году под брендом United Express начала работу региональная авиакомпания Presidential Airways, использовавшая в качестве хаба Международный аэропорт Вашингтона Даллес. В ответ другой региональный перевозчик WestAir создал собственное восточное подразделение для работы в том же хабе. Обе авиакомпании потерпели коммерческую неудачу, в 1992 году WestAir была приобретена регионалом Mesa Airlines.
В 1992 году другой региональный авиаперевозчик Great Lakes Airlines подписывает партнёрское соглашение по использованию торговой марки United Express, в следующем году аналогичный договор подписывает Trans States Airlines. В 1997 году авиакомпания SkyWest Airlines становится региональным партнёром United Airlines с использованием в качестве хаба Международный аэропорт Лос-Анджелеса. В 2001 году Great Lakes Airlines вышла из программы партнёрства United Express, однако продолжает выполнять ряд рейсов под другими код-шеринговыми соглашениями с United Airlines.
После вступления United Airlines в 2002 году в процедуру банкротства все региональные авиакомпании-партнёры Юнайтед были уведомлены о необходимости снижения тарифов на пассажирские перевозки. В 2004 году Atlantic Coast Airlines заявила о расторжении код-шерингового соглашения, о собственной реорганизации и о переходе в разряд бюджетных авиакомпаний под новым названием Independence Air. В следующем году неудачей закончились попытки Air Wisconsin сохранить партнёрские отношения на пассажирские перевозки, компания сохранила только договор на наземное обслуживание самолётов под брендом United Express. Для сохранения объёмов региональных перевозок United Airlines заключила новые соглашения с региональными компаниями Colgan Air, GoJet Airlines (входящей в холдинг Trans States Holdings), Chautauqua Airlines и Shuttle America (входящими в холдинг Republic Airways Holdings).
В 2005 году United Airlines объявила о введении на значимых направлениях перевозок United Express новой сервисной услуги под названием Explus, которая предполагает предоставление сервиса первого класса и соответствующего уровня борт-питания на 70-местных самолётах Embraer E-170 и 66-и местных самолётах Bombardier CRJ-700. Сервис Explus в первую очередь будет вводиться на пассажирских маршрутах между крупными городами, такими как Чикаго и Хьюстон.
В 2006 году United Airlines заявляла о планируемых увеличениях пассажирских перевозок в Международный аэропорт Сан-Антонио, однако вскоре данная программа была свёрнута.

## Авиакомпании под брендом United Express
По состоянию на 1 октября 2008 года под брендом United Express работали следующие авиакомпании:
| Авиакомпания          | Код ИАТА | Код ИКАО | Позывной    | Диапазон номеров для рейсов |                                                                | Владелец                  |
| --------------------- | -------- | -------- | ----------- | --------------------------- | -------------------------------------------------------------- | ------------------------- |
| Chautauqua Airlines   | RP       | CHQ      | Chautauqua  | UA7775-7874                 | - Embraer ERJ 145 (ER4)                                        | Republic Airways Holdings |
| Colgan Air            | 9L       | CJC      | Colgan      | UA6850-6999                 | - Saab 340 (SF3)                                               | Pinnacle Airlines Corp.   |
| GoJet Airlines        | G7       | GJS      | Lindbergh   | UA5280-5404                 | - Bombardier CRJ700 (CR7)                                      | Trans States Holdings     |
| Mesa Airlines         | YV       | ASH      | Air Shuttle | UA7000-7349                 | - Dash 8 (DH2) - Bombardier CRJ - Bombardier CRJ700 (CR7)      | Mesa Air Group            |
| Shuttle America       | S5       | TCF      | Mercury     | UA7500-7774                 | - Embraer E-170 (E70)                                          | Republic Airways Holdings |
| SkyWest Airlines      | OO       | SKW      | SkyWest     | UA5405-6849                 | - Embraer 120 (EM2) - Bombardier CRJ - Bombardier CRJ700 (CR7) | SkyWest, Inc.             |
| Trans States Airlines | AX       | LOF      | Waterski    | UA7875-8099                 | - Embraer ERJ 145 (ER4)                                        | Trans States Holdings     |